# Eat-Art
Der Begriff Eat Art (engl. Ess-Kunst) wurde von dem Künstler Daniel Spoerri für eine Richtung der zeitgenössischen Kunst geprägt, die der Objektkunst und dem Nouveau Réalisme zuzuordnen ist. 

## Vorläufer
Als Vorläufer gilt, obgleich sie völlig andere ideologische Ansätze hatte, die 1930 von mehreren italienischen Vertretern des Futurismus begründete Cucina Futurista. Sie erklärten, ähnlich wie später Spoerri, öffentliche Festessen zu Kunstwerken.

## 1960er und 1970er Jahre
Die Anfänge der Eat-Art waren die so genannten Fallenbilder (frz. tableau piège) von Spoerri, für die er in den 1960er Jahren die Reste von beendeten oder abgebrochenen Mahlzeiten mit Leim und Konservierungsstoffen fixierte, um so plastische Momentaufnahmen zu schaffen. Es handelt sich quasi um dreidimensionale Stillleben. Die Absicht ist, mit verschiedenen formalen Mitteln einen Teil der realen Alltagswelt darzustellen.
Spoerri betrachtete die Kochkunst als Teil der Bildenden Kunst. Bei seinen Eat Art-Aktionen in Restaurants trat er selbst als Koch auf und erfand neue Gerichte und Rezepte, wobei er teilweise die gehobene Küche parodierte.
Daniel Spoerri betrieb mit dem Schweizer Wirt Carlo Schröter (* 1935) zwischen 1968 und 1972 in der Altstadt von Düsseldorf (Burgplatz 19, Ecke Mühlenstraße) ein eigenes Restaurant und darin auch ab 1970 eine Eat Art Gallery. Neben Fallenbildern schuf er auch Objekte aus Brotteig und stellte sie aus.
Damit wurde die Idee der Kommerz-Kunst der Pop Art aufgegriffen und auf andere Weise fortgesetzt.
Weitere Vertreter der Eat Art – in Zusammenarbeit mit Spoerri – waren André Thomkins und Dieter Roth (u. a. Kunstobjekte, die auf Bestellung beim Bäcker als Kuchen hergestellt werden). Roth stellte ab 1961 rund 50 „Literaturwürste“ her, für die er Buch- und Zeitschriftenseiten zerkleinerte, mit Gelatine, Fett und Gewürzen vermengte und in Wurstdärme füllte. Auf diese Weise „verwurstete“ er u. a. Die Blechtrommel von Günter Grass und die Gesammelten Werke von Hegel.

## Ausstellungen
- 2010/11: Eating the Universe. Vom Essen in der Kunst, Kunstmuseum Stuttgart